# Idiocera (Idiocera) conchiformis
Idiocera (Idiocera) conchiformis is een tweevleugelige uit de familie steltmuggen (Limoniidae). De soort komt voor in het Oriëntaals gebied.